# Вехручей
Вехру́чей (вепс. Vehkoja, карел. Vehkoi) — старинная вепсская деревня в Прионежском районе Республики Карелии, административно входит в состав Шелтозерского вепсского сельского поселения, комплексный памятник истории.

## Общие сведения
Располагается вблизи Онежского озера в 65 км к юго-востоку от Петрозаводска. Через деревню проходит автодорога Петрозаводск — Вознесенье.
В деревне в разрушенном состоянии сохранилась церковь во имя Рождества Христова, построенная в 1913 г. До этого деревня относилась в Брусенскому приходу, главный храм во имя святителя Николая Чудотворца которого находился на острове Брусно, в самой деревне — деревянный храм во имя святого апостола Фомы. В 1931—1940 годах постановлениями Карельского ЦИК в деревне были закрыты обе церкви.
Строится часовня во имя апостолов Петра и Павла.

## Население
Численность населения в 1905 году составляла 158 человек.
| 2002 | 2009 | 2010 | 2013 |
| ---- | ---- | ---- | ---- |
| 145  | ↗160 | ↘84  | ↘77  |

## Галерея
- Утраченная церковь Святого Апостола Фомы
- Дом 52,  ОКН № 1030049000№ 1030049000
- Дом 6,  ОКН № 1030045000№ 1030045000
- Дом 68,  ОКН № 1030051000№ 1030051000
- Дом 81,  ОКН № 1030052000№ 1030052000